# Polo Norte-18
A Polo Norte-18 (PN - 18) foi uma estação flutuante de pesquisa científica soviética. Foi aberta em 9 de outubro de 1969. Flutuava em ilha de gelo (em fragmentos de geleira e se afastou da costa). Terminou à deriva em 24 de outubro de 1971. Passou pelas coordenadas 75° 10′ N, 165° 02′ O até 86° 06′ N, 153° 51′ L: ao todo difíceis 5.240 KM. Chefes — Н. Н. Оvвчинников (Ovichinikov), И.П. Романов (Romanov), В.Ф. Дубовцев (Duborchev) e Ю.В. Колосов (Colossov).